# خوليو غارسيا إسترادا
خوليو غارسيا إسترادا (بالإسبانية: Julio García Estrada)‏ هو محامي مكسيكي، ولد في 20 ديسمبر 1923، وتوفي في 10 يونيو 2014.